# معادن زمرد افغانستان
زمرد پس از الماس دومین سنگ قیمتی است که در افغانستان و بعضی از کشورهای جهان یافت می‌شود. زمرد افغانستان به نسبت شفافیت که در خود دارد در جهان بی‌نظیر است. پس از کشورهای مانند برزیل، کلمبیا و زامبیا، چهارمین صادرکنندهٔ زمرد می‌باشد. آنچه زمرد افغانستان را غیرمعمول می‌سازد، شفافیت بسیار خوب آن است. اغلب زمردها حتی زمردهای با کیفیت، دارای ترک‌های سطحی هستند، ولی زمرد افغانستان معمولاً به‌طور فوق‌العاده‌ای تمیز است و با وجود اندازهٔ کوچک دارد ولی از کیفیت بسیار بالایی برخوردار است.
معادن زمرد افغانستان در دل کوه‌های درهٔ پنجشیر و کوه‌های هندوکش در ۱۰۰ کیلومتری شمال‌شرق کابل، در ارتفاع ۳ تا ۴ هزار متری زمین قرار دارند. تنها با پای پیاده می‌توان به معادن نامبرده دسترسی داشت.
در درهٔ پنجشیر تا اکنون ۱۷۲ معدن کوچک و بزرگ سنگ زمرد کشف شده‌است. معدن زمرد افغانستان برای نخستین‌بار در سال ۱۹۷۰ توسط یک زمین‌شناس روس کشف گردید.

## شرایط استخراج
استخراج معدن به دو شکل صورت می‌گیرد، قانونی و غیرقانونی. در مجموع شرایط کار در معدن ابتدایی و خیلی خطرناک می‌باشد. گهگاهی معدنچیان زیر سنگ‌ها جان می‌دهند.
کارگران در این کار خطرناک دو چند سهم بدست می‌آورند. شرکای مضارب آن‌ها سهم واحدی را بدست می‌آورند و حکومت خواهان ۱۵ درصد این سود است. این یک مزد حیاتی به مقایسهٔ مزد کارمندان ملکی می‌باشد که ۶۰ دالر در ماه است.
تاکنون حدود هزار نفر در معادن افغانستان کار می‌کنند. کار در معادن افغانستان در شرایط بسیار سخت انجام می‌شود و دستمزد معدنچیانی که روزانه به دور از خانه و کاشانه‌شان ۱۸ ساعت در ناامن‌ترین شرایط دل کوه‌ها نبش می‌زنند و با خرید خطر مرگ به جان‌شان، صخره‌ها را انفجار می‌دهند و از بیماری‌های مزمن تنفسی و گرده رنج می‌برند، هفته‌ای تقریباً ۳٬۵۰۰ افغانی می‌باشد.
سود اصلی تجارت زمرد افغانستان که بیشتر از طریق پاکستان و هند به خارج صادر می‌شود، به جیب مافیای این تجارت می‌رود که سالانه به ۱۵۰ میلیون دلار می‌رسد، اما در صورتی که این صنعت به شیوهٔ مسلکی به پیش برده شود، در حدود ۱ میلیارد دلار نصیب دولت افغانستان خواهد کرد.

## سرمایه‌گذاری
در حال حاضر، کشورهای برزیل، زیمبابوه، زامبیا و کلمبیا بیشترین معادن زمرد را در اختیار دارند و تولیدات‌شان در سطح جهانی بیشتر است؛ مجموع درآمدهایشان از همین جواهر به ارزش ۴ میلیارد دالر است، در مقابل افغانستان سالانه به ارزش ۵۰ میلیون دالر زمرد پنجشیر را پس از صورت نمودن به‌فروش رسانیده، بخش زیادی از این سنگ قیمتی غیرقانونی به پاکستان قاچاق می‌شود. جواهرفروشان در افغانستان دارای اتحادیه بوده، تمام فعالیت آن‌ها از طریق اتحادیه پیش می‌رود. گزارش برنامهٔ توسعهٔ سازمان ملل متحد نیز نشان می‌دهد که سنگ‌های قیمتی افغانستان پیش از تراش دارای ارزش مجموعی سالانه پنج میلیون دلار است و این ارزش می‌تواند، بعد از استفاده فنی و روش‌های مناسب استخراج به مرز صد و شصت میلیون دلار در سال افزایش می‌یابد.

## نگارخانه

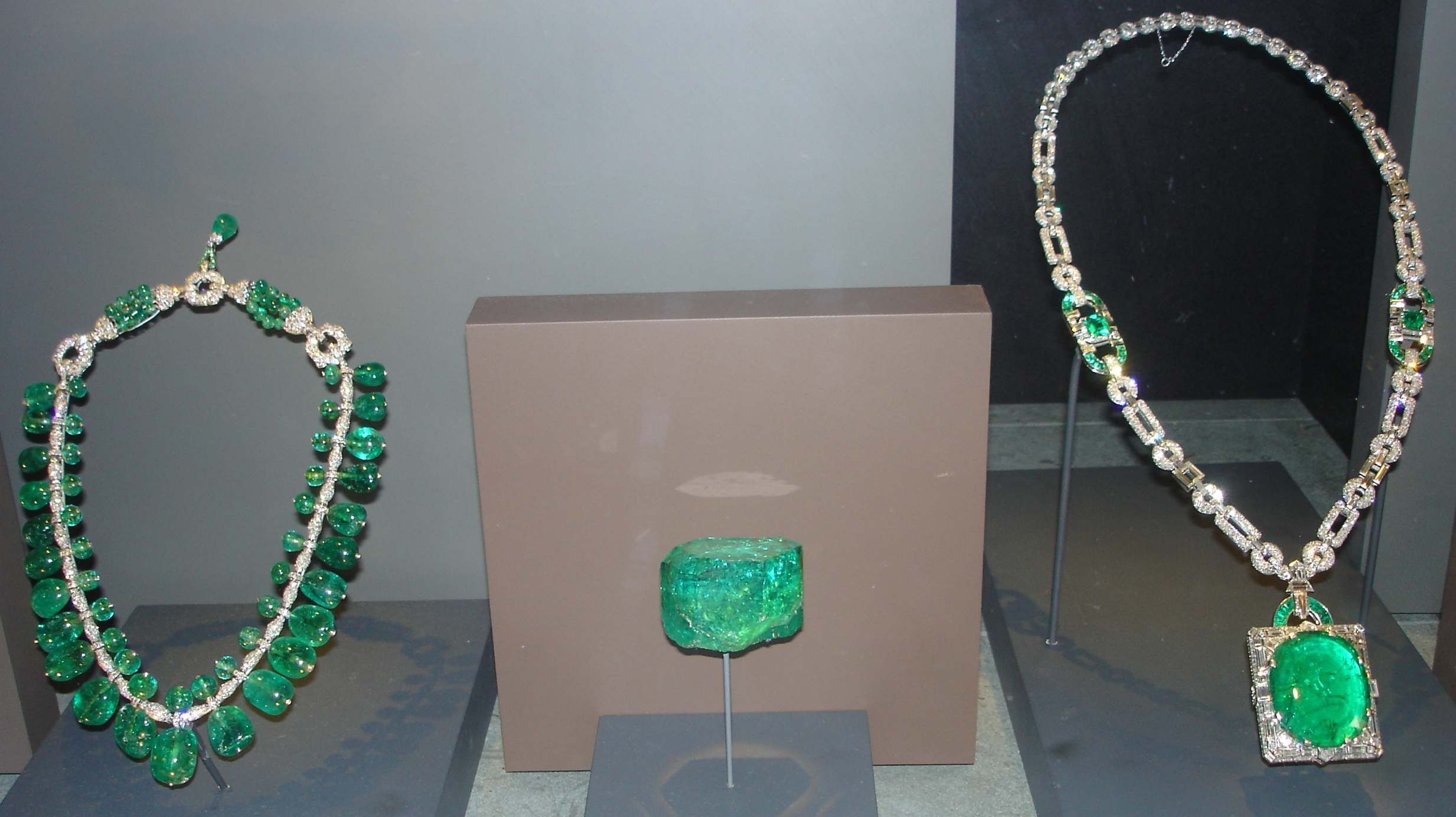
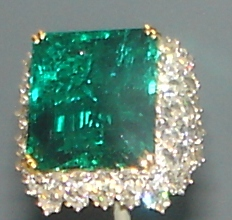
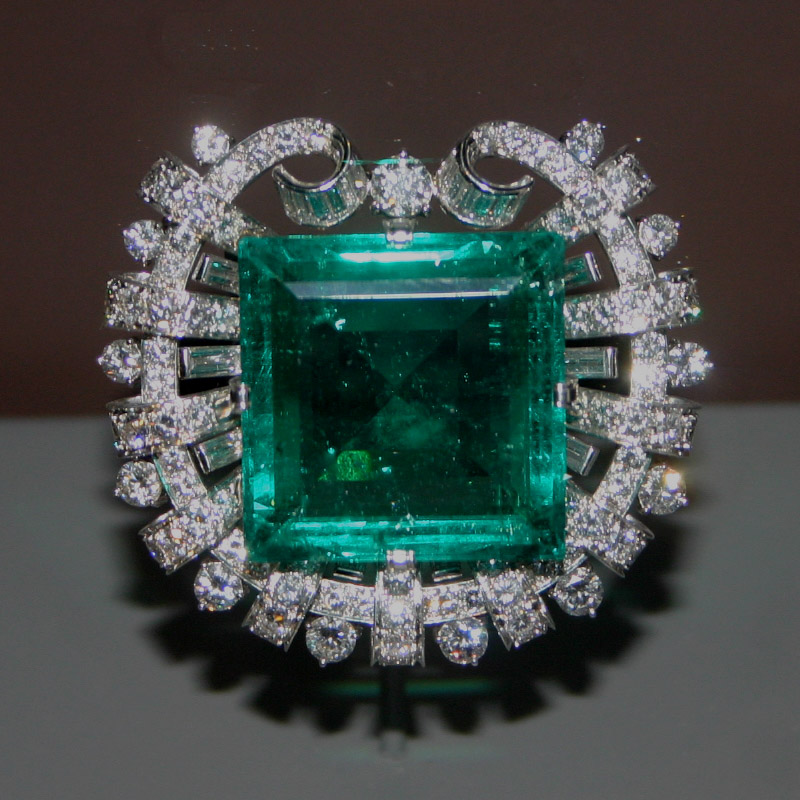
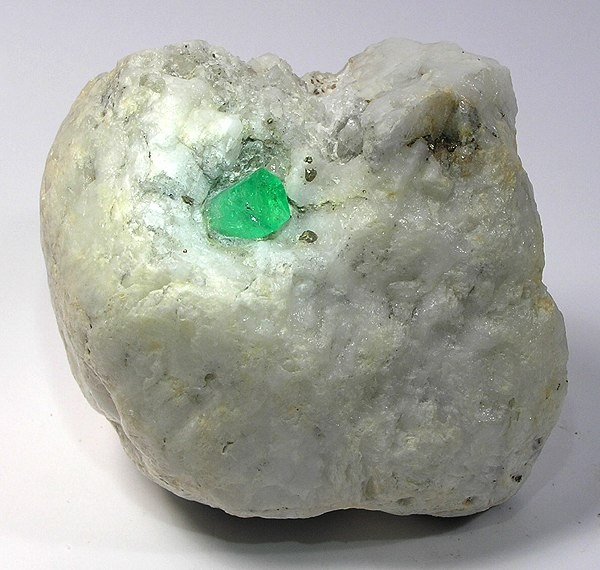
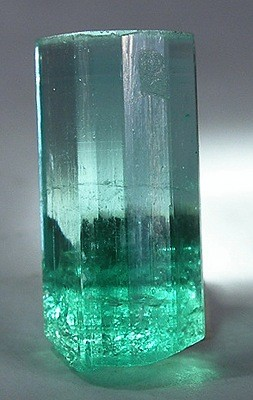